# ハポエル・エルサレム
ハポエル・エルサレム（Hapoel Jerusalem）はイスラエルの首都エルサレムにある総合スポーツ組織であり、サッカー、バスケットボール、フットサル、水泳チームが存在する。

## サッカー
ハポエル・エルサレムFCは1920年代に創立。1972-73シーズンではイスラエル・ステートカップで優勝の経験があるが、現在は2部リーグに所属。

## バスケットボール

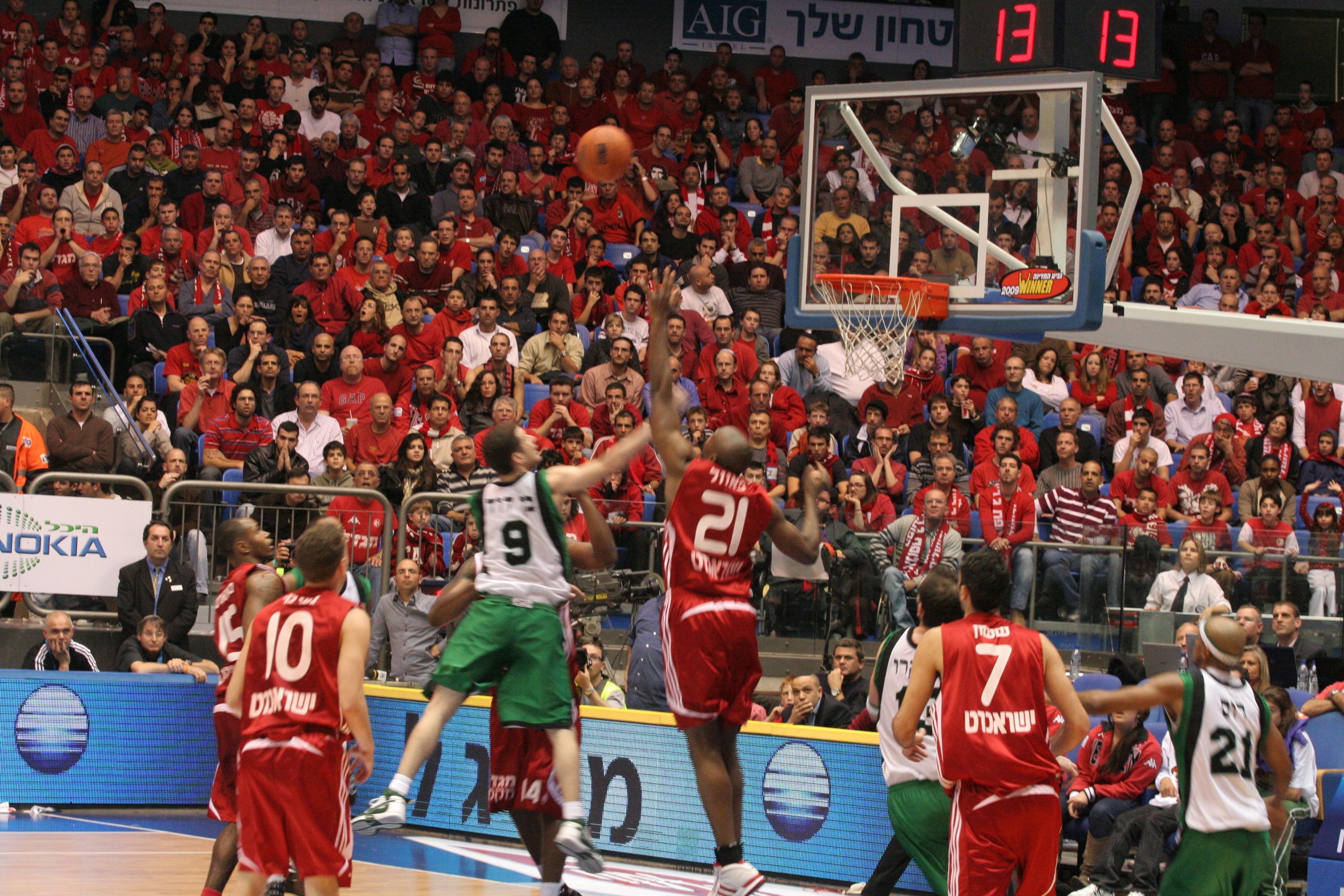
ハポエル・エルサレム・バスケットボールチーム

## 水泳
1988年に設立。2006年には水球チームも結成。